# 에가미촌 (나가사키현)
에가미촌(江上村江上村)은 나가사키현 히가시소노기군에 설치된 촌이다. 